# هوك كوش
هوك كوش (بالإنجليزية: Hawk Koch)‏ هو منتج أفلام ومخرج أمريكي، ولد في 14 ديسمبر 1945 في لوس أنجلوس في الولايات المتحدة.

## وصلات خارجية
- هوك كوش على موقع IMDb (الإنجليزية)
- هوك كوش على موقع ألو سيني (الفرنسية)
- هوك كوش على موقع قاعدة بيانات الأفلام السويدية (السويدية)
- هوك كوش على موقع قاعدة بيانات الفيلم (الإنجليزية)
- هوك كوش على موقع كينوبويسك (الروسية)